# تاک ابدی (فیلم ۲۰۰۲)
تاک ابدی (به انگلیسی: Tuck Everlasting) فیلمی است محصول سال ۲۰۰۲ و به کارگردانی جی راسل است. در این فیلم بازیگرانی همچون الکسیز بلدل، بن کینگزلی، سیسی اسپیسک، ایمی ایروینگ، ویکتور گاربر، جاناتان جکسون، اسکات بایرستو، ویلیام هرت و الیزابت شو ایفای نقش کرده‌اند.

## خلاصه داستان
فیلم داستان دختر جوانی است که عاشق پسری عجیب می شود.پسر عضوی از یک خانواده نامیراست که از چشمه ای آب می نوشند که در حقیقت سرچشمه جوانیست...